# パラグアイ海軍艦艇一覧
パラグアイ海軍艦艇一覧は、パラグアイ共和国海軍が過去保有した、または現在保有する、または将来保有する予定の、未完成・計画中止を含めた歴代艦艇一覧である。
凡例

## 現有勢力（2024年現在）
- 国防予算：2億7,600万ドル[1]
- 海軍人員：1,900名[1]
- 艦船隻数：7隻（排水量20t以上）[1]

砲艦×1
高速艇×2
哨戒艇×4
- 航空機数：7機[1]

陸上固定翼機×6
陸上ヘリコプター×1

## 艦艇一覧（近代海軍以前）

### 砲艦
- タクアリ（Tacuarí） - 1854年、6門
- ビジャ・リカ（Villa Rica） - ??年、??門
- サゴニア（Sagonia） - ??年、??門

### 蒸気航走艦
- コンスティトゥシオーン（Constitución） - ??年、??門
- インデペンデンシア（Independencia） - ??年、??門

## 艦艇一覧（近代海軍）

### 主力艦

#### 戦艦
草創期の戦艦
- ベジョーナ（Bellona） - 1隻 ※ 中央砲塔艦
- ネメシス（Nemesis） - 1隻 ※ 中央砲塔艦
- トリトン（Triton） - 1隻 ※ 中央砲門艦
- メドゥーサ（Meduza） - 1隻 ※ 中央砲門艦
- ミネルバ（Minerva） - 1隻 ※ 中央砲塔艦

### 水上戦闘艦

#### 巡洋艦
偵察巡洋艦・通報艦
- トリウンフォ （Triunfo） - 1隻
- テニエンテ・エレロス（Teniente Herreros） - 1隻
- イタプル（Itapuru） - 1隻

### 哨戒艦艇

#### 哨戒・警備艦艇
砲艦
- コモドロ・デーサ（Comodoro Deza）級 - 2隻 ※ Armoured River Gunboat

コモドロ・デーサ（Comodoro Deza）、カピタン・カブラル（Capitán Cabral）

### 補助艦艇

#### 補給艦艇
輸送船・運送船
- ヘネラル・ディアス（General Díaz） - 1隻

#### その他
大統領ヨット
- アドルフォ・リケルメ（Adolfo Riquelme） - 1隻